# اولاغان
اولاغان یک روستا در ایران است که در دهستان ویلکیج شمالی واقع شده‌است. اولاغان ۱۱۴ نفر جمعیت دارد.